# Garzón (ort i Colombia, Huila, lat 2,20, long -75,63)
Garzón är en ort i Colombia.   Den ligger i departementet Huila, i den centrala delen av landet, 300 km sydväst om huvudstaden Bogotá. Garzón ligger 834 meter över havet och antalet invånare är 29 451.
Terrängen runt Garzón är huvudsakligen kuperad, men åt nordväst är den platt. Runt Garzón är det ganska tätbefolkat, med 111 invånare per kvadratkilometer. Garzón är det största samhället i trakten. I omgivningarna runt Garzón växer i huvudsak städsegrön lövskog.